# René-Charles Poirier
Pour les articles homonymes, voir Poirier.
René-Charles Poirier est un prélat catholique français né le 7 octobre 1802 à Redon et mort le 23 avril 1878 à Roseau (Dominique), évêque de Roseau de 1858 à sa mort.

## Biographie
René-Charles Marie Poirier est ordonné prêtre le 9 juin 1827.
Il prend part aux travaux du Premier concile œcuménique du Vatican.